# Уравнение Гельмгольца
Уравне́ние Гельмго́льца — это эллиптическое дифференциальное уравнение в частных производных:
{\displaystyle (\Delta +k^{2})U=f,}
где {\displaystyle \Delta =\nabla ^{2}} — это оператор Лапласа, а неизвестная функция {\displaystyle U} определена в {\displaystyle \mathbb {R} ^{n}} (на практике уравнение Гельмгольца применяется для {\displaystyle n=1,2,3}).

## Вывод уравнения
Как легко заметить, в уравнение Гельмгольца не входят операторы дифференцирования по времени, следовательно, сведение исходной задачи в частных производных к уравнению Гельмгольца может упростить её решение. Рассмотрим волновое уравнение
{\displaystyle \triangle u(x,t)-{\frac {1}{c^{2}}}{\frac {\partial ^{2}u(x,t)}{\partial t^{2}}}=f(x,t)},
где {\displaystyle x\in \mathbb {R} ^{n}} — многомерная пространственная переменная. Пусть функции {\displaystyle u} и {\displaystyle f} допускают разделение: {\displaystyle u(x,t)=U(x)T(t),\ f(x,t)=F(x)T(t)}, и пусть {\displaystyle T(t)=e^{i\omega t}}. Поскольку в пространстве фурье-преобразований дифференцирование по времени соответствует умножению на множитель {\displaystyle i\omega }, наше уравнение приводится к виду
{\displaystyle \triangle U(x)+{\frac {\omega ^{2}}{c^{2}}}\,U(x)=F(x)},
где {\displaystyle {\frac {\omega ^{2}}{c^{2}}}=k^{2}} — это квадрат модуля волнового вектора.

## Решение уравнения Гельмгольца

### Случай однородного уравнения
Решение уравнения Гельмгольца зависит от вида граничных условий. В двумерном случае уравнение Гельмгольца применяется для решения задачи о колеблющейся мембране, тогда естественным образом задаются однородные граничные условия, что физически соответствует закреплению мембраны на границе. В таком случае решение будет зависеть от формы мембраны. Так, для круглой мембраны радиуса {\displaystyle a} в полярных координатах ({\displaystyle r,\,\varphi }) уравнение принимает вид
{\displaystyle U_{rr}+{\frac {1}{r}}U_{r}+{\frac {1}{r^{2}}}U_{\varphi \varphi }+k^{2}U=0,\qquad U(a,\varphi )=0.}
Методом разделения переменных приходим к задаче на собственные значения для части решения, зависящей только от {\displaystyle \varphi }:
{\displaystyle U(r,\varphi )=R(r)\Phi (\varphi )},
{\displaystyle {\frac {\Phi ''}{\Phi }}=-\lambda ^{2}},
а функция, зависящая только от радиуса, будет удовлетворять уравнению
{\displaystyle \displaystyle r^{2}R''+rR'+R(r^{2}k^{2}-\lambda ^{2})=0}.
Фундаментальными решениями уравнений для {\displaystyle \Phi } и для {\displaystyle R} являются, соответственно, функции {\displaystyle \left\{\sin(\lambda \varphi ),\,\cos(\lambda \varphi )\right\}} и {\displaystyle J_{\lambda }\left(\mu _{i}^{(\lambda )}\,a^{-1}r\right),} где {\displaystyle \mu _{i}^{(\lambda )}} — {\displaystyle i}-й корень функции Бесселя {\displaystyle \lambda }-го порядка.

### Случай неоднородного уравнения
Рассмотрим уравнение Гельмгольца в пространстве обобщённых функций:
{\displaystyle \triangle U+k^{2}U=\delta (x).}
Покажем, что в трёхмерном случае {\displaystyle (x=(x_{1},x_{2},x_{3}))} фундаментальными решениями этого уравнения являются функции:
{\displaystyle U_{1}^{(3)}(x)=-{\frac {e^{ik|x|}}{4\pi |x|}},\qquad U_{2}^{(3)}=-{\frac {e^{-ik|x|}}{4\pi |x|}}.}
В самом деле, воспользуемся равенствами:
{\displaystyle {\frac {\partial }{\partial x_{j}}}{\frac {1}{|x|}}=-{\frac {x_{j}}{|x|^{3}}}}
{\displaystyle {\frac {\partial }{\partial x_{j}}}e^{ik|x|}={\frac {ikx_{j}}{|x|}}e^{ik|x|}}
{\displaystyle \triangle e^{ik|x|}=\left({\frac {2ik}{|x|}}-k^{2}\right)e^{ik|x|}}
и формулой, доказываемой в курсе математической физики:
{\displaystyle \triangle {\frac {1}{|x|}}=-{\frac {2\pi ^{3/2}}{\Gamma (3/2)}}\delta (x).}
Получаем:
{\displaystyle (\triangle +k^{2}){\frac {1}{|x|}}e^{ik|x|}=e^{ik|x|}\triangle {\frac {1}{|x|}}+2\left(\operatorname {grad} \,\,e^{ik|x|},\operatorname {grad} {\frac {1}{|x|}}\right)+{\frac {1}{|x|}}\triangle e^{ik|x|}+{\frac {k^{2}}{|x|}}e^{ik|x|}=}
{\displaystyle =-4\pi e^{ik|x|}\delta (x)+\left(-{\frac {2ik}{|x|^{2}}}+{\frac {2ik}{|x|^{2}}}-{\frac {k^{2}}{|x|}}+{\frac {k^{2}}{|x|}}\right)e^{ik|x|}=-4\pi \delta (x).}

Прямыми вычислениями также проверяется, что в двумерном случае фундаментальным решением будут функции Ханкеля первого и второго рода:
{\displaystyle U_{1}^{(2)}=-{\frac {i}{4}}H_{0}^{(1)}(k|x|),\qquad U_{2}^{(2)}={\frac {i}{4}}H_{0}^{(2)}(k|x|),}
а в одномерном:
{\displaystyle U_{1}^{(1)}(x)={\frac {e^{ik|x|}}{2ik}},\qquad U_{2}^{(1)}=-{\frac {e^{-ik|x|}}{2ik}}.}